# 七贤镇 (临朐县)
七贤镇，山东省临朐县已撤销的行政建制镇，位于临朐县中部，镇政府在初家庄村。该镇东依牛山，西傍弥水，因魏晋时期刘伶等竹林七贤曾在此结庐而居，故名七贤。明朝状元、官员馬愉就出生在七贤镇朱位村，因此镇内多马姓。
2007年，临朐县行政区划调整，与营子镇一起并入东城街道。

## 沿革
1959年设七贤公社，1984年改乡，1993年设镇。1997年，面积54平方千米，人口4.5万，辖初家庄、七贤店、青崖头、烟冢铺、东崔家河、倪家沟、小辛庄子、西竹寺沟、弥南、吕家庙、卜家小河、杨家场、甘石沟、高家庄、西朱、小北店、贾家庄、宋家沟、谷家沟、吴家后门、韩家庄、滕家沟、胡家岭、牛山沟、邢家庄、胡梅涧、朱位、西寨、张家寨、傅家庄、前合水、后合水、吕家洼、蒋家河、林家庄、罗家树、朱壁店子、牛山西头、李家崖头、孔村、冯家营、胡家官庄、徐家官庄、丁家焦窦、吴家焦窦、刘家焦窦、陈家焦窦、张家焦窦、长沟49个行政村。